# Derais
Derais ist eine anonyme deutsche Drone- und Funeral-Doom-Band.

## Geschichte
Die Gruppe Derais gibt kaum Informationen zu ihrer Geschichte preis. Der Gründungszeitpunkt sowie die beteiligten Musiker sind nicht bekannt. Als Herkunftsort wird lediglich Deutschland benannt. Die Gruppe spielte mit Of Angel’s Seed and Devil’s Harvest ein Album ein, welches 2017 über das Label Ván Records veröffentlicht wurde. Das Album wurde von Rezensenten mehrheitlich positiv aufgenommen. Die Wertungen schwankten zwischen sechs von zehn bis hin zu neun von zehn Punkten. Im eher durchschnittlichen Feld, bei sechs von zehn Punkten mutmaßte Joxe Schaefer von X-Crash es sei „nach einem Durchlauf fraglich, ob man sich diese Scheibe noch einmal vornehmen wird.“ Bei 3,5 von fünf Punkten schrieb Shan Siva für Battlehelm, dass Of Angel’s Seed and Devil’s Harvest „unverkennbar eines jener Alben“ sei, „die von Anfang bis Ende angehört werden sollten“. Dabei, so Ralf für Neckbreaker.de „eine interessante Mischung, die ziemlich viel Geduld und Toleranz erfordert“. Ähnlich urteilte auch Hannes für das Silence Magazine bei einer Wertung von acht von zehn Punkten und dem Fazit, dass man sich für Of Angel’s Seed and Devil’s Harvest „unfassbar viel Zeit nehmen [muss]. Das Ergebnis dieser Session ist dann ein sehr intensives Hörerlebnis, das seinesgleichen sucht.“ So gehöre es zu seines „Highlights im Jahre 2017.“ Andreas Schiffmann stellte das Album in einer für das Rock Hard verfassten Rezension in die direkte Tradition des Labels und beschrieb es als „ziemlich gruselig, ziemlich speziell, ziemlich Ván-sinnig“. Markus Peters vergab für Crossfire Metal acht von zehn Punkten und bezeichnete das Album als einen „atmosphärischen Ambient und Doom Leckerbissen“. Noch ausgeprägter gelobt wurde das Album von Björn Backes für Powermetal.de, der dem Album neun von zehn Punkten gab und es als „Meisterwerk“ betitelte. Es sei „einer dieser Bausteine, die der experimentelle Doom zur Errichtung eines einzigartigen Soundwalls zu seinem saisonalen Fundament hinzufügen kann.“ Ähnlich überschwänglich urteilte Chris für das Amboss-Mag, dass Of Angel’s Seed and Devil’s Harvest „extrem beeindruckend“ sowie einen „dunklen Traum“ sei.

## Stil
Die Musik von Derais wird „unter dem ‘Funeral Doom’-Banner verkauft“, allerdings verweisen Rezensenten auf diverse Einflüsse und Querschnittsmengen zu weiteren Stilen wie Sludge, Drone Doom, Post-Rock und Dark Ambient. Atmosphärisch sowie technisch sei die Musik „extrem dreckig und roh“. Besondere Bedeutung im Klangbild des Projektes werden Samples, Gitarrenspiel und Gesang zugeordnet. Das Gitarrenspiel gilt als schwer und massiv, damit erzeuge es „eine niedergeschlagene Stimmung“. Der variantenreiche Gesang sowie das Sampling vermitteln eine apokalyptische Wirkung. Als solche Samples wurden Aufnahmen von Anneliese Michel sowie von Jim Jones genutzt. Der Gesang wird als „Mischung aus Growls, wirre[m] Flüstern und unverständlichen Kauderwelsch“ präsentiert.

## Diskografie
- 2017: Of Angel’s Seed and Devil’s Harvest (Album, Ván Records)